# Hieracium groentvedii
Hieracium groentvedii es una especie de planta con flor del género Hieracium, de la familia Asteraceae, orden Asterales.

## Distribución
Hieracium groentvedii se distribuye por Islandia, Europa.

## Taxonomía
Fue descrita científicamente por Oskarsson.
Tratamiento taxonómico
La especie aparece registrada y publicada en Vísindafj. Íslend.